# Sainte-Blandine, Isère
Sainte-Blandine là một xã của tỉnh Isère, thuộc vùng Rhône-Alpes, đông nam nước Pháp.